# Lophodiplosis trifida
Lophodiplosis trifida är en tvåvingeart som beskrevs av Gagne 1997. Lophodiplosis trifida ingår i släktet Lophodiplosis och familjen gallmyggor. Inga underarter finns listade i Catalogue of Life.